# Chipotle-First Solar Development Team
Chipotle-First Solar Development Team (código UCI: CDT ), fue un equipo ciclista profesional estadounidense de categoría Continental.
Creado en 2009 y llamado anteriormente Holowesko Partners Team, fue el equipo filial sub-23 del Garmin-Sharp.
Para la temporada 2011 el equipo obtuvo la categoría Continental, con lo cual tuvo un calendario con mayor cantidad de carreras y según el director general del Garmin-Barracuda, Jonathan Vaughters, los ciclistas tendrían la suficiente experiencia internacional ante un eventual pasaje al equipo UCI ProTour.
En 2012, 3 integrantes del equipo pasaron al equipo Garmin, Alex Howes, Jacob Rathe y Raymond Kreder. A estos se sumó Thomas Dekker que había sido fichado a mitad del año 2011 tras su vuelta a la competición y en 2013 

## Desaparición
A fines de 2012 el principal patrocinador, la cadena Chipotle Mexican Grill decidió retirar el apoyo a todos sus programas deportivos, incluido el equipo principal (Garmin) y al sub-23, con lo cual este último desapareció al no encontrar otro patrocinador.

## Clasificaciones UCI
En su primera participación en el UCI America Tour como equipo profesional, el equipo culminó en la décima colocación. Además participó en carreras de otros circuitos continentales, estando en las clasificaciones del UCI America Tour Ranking, UCI Africa Tour Ranking, UCI Asia Tour Ranking y UCI Europe Tour Ranking.  
| Temporada                | Clasificación por equipos | Mejor corredor     | Posición |
| 2010-2011 (America Tour) | 10º                       | Andrei Krasilnikau | 80.º     |
| 2010-2011 (Africa Tour)  | 11º                       | Anders Newbury     | 55.º     |
| 2010-2011 (Asia Tour)    | 40.º                      | Lachlan Morton     | 115.º    |
| 2010-2011 (Europe Tour)  | 78.º                      | Jacob Rathe        | 337.º    |
| 2011-2012 (America Tour) | 28º                       | Steele Von Hoff    | 169.º    |
| 2011-2012 (Europe Tour)  | 49.º                      | Andžs Flaksis      | 93.º     |

## Plantilla

### Plantilla 2011
| Nombre                  | Nacimiento | Nacionalidad   | Equipo 2010                         |
| Andrew Barker           | 14/05/1991 | Estados Unidos | Neoprofesional                      |
| Robert Bush             | 13/03/1990 | Estados Unidos | Kenda-Gear Grinder                  |
| Kirk Karlsen            | 25/05/1987 | Estados Unidos | Garmin-Transitions                  |
| Elliot James Craddock   | 10/05/1991 | Estados Unidos | Neoprofesional                      |
| Alfredo Cruz            | 02/08/1990 | Estados Unidos | Neoprofesional                      |
| Thomas Dekker           | 06/09/1984 | Países Bajos   | Silence-Lotto (2009)                |
| Maxwell Stuart Durtschi | 26/05/1991 | Países Bajos   | Neoprofesional                      |
| Gavriel Epstein         | 05/09/1986 | Canadá         | Neoprofesional                      |
| Alex Howes              | 01/01/1988 | Estados Unidos | Garmin-Slipstream (Stagiaire 2009)  |
| Andrei Krasilnikau      | 25/04/1989 | Bielorrusia    | Neoprofesional                      |
| Raymond Kreder          | 26/11/1989 | Países Bajos   | Garmin-Transitions (Stagiaire 2010) |
| Lachlan Morton          | 02/10/1992 | Australia      | Neoprofesional                      |
| Anders Newbury          | 26/07/1992 | Estados Unidos | Neoprofesional                      |
| Jacob Rathe             | 13/03/1991 | Estados Unidos | Jelly Belly-Kenda                   |
| Thacker Reeves          | 15/09/1989 | Estados Unidos | Neoprofesional                      |
| Thomas Scully           | 14/01/1990 | Nueva Zelanda  | Neoprofesional                      |
| Robbie Squire           | 01/04/1990 | Estados Unidos | Neoprofesional                      |
| Daniel Summerhill       | 13/02/1989 | Estados Unidos | Neoprofesional                      |

1. ↑  Desde el 1 de agosto.

### Plantilla 2012
| Nombre             | Nacimiento | Nacionalidad   | Equipo 2011                  |
| Josh Berry         | 01/12/1990 | Estados Unidos | RealCyclist.com Cycling Team |
| Robert Bush        | 13/03/1990 | Estados Unidos | Chipotle Development Team    |
| Robin Carpenter    | 20/06/1992 | Estados Unidos | Neoprofesional               |
| Andžs Flaksis      | 18/03/1991 | Letonia        | Neoprofesional               |
| Evan Hyde          | 10/02/1984 | Estados Unidos | RealCyclist.com Cycling Team |
| Andrei Krasilnikau | 25/04/1989 | Bielorrusia    | Chipotle Development Team    |
| Adam Leibovitz     | 29/04/1991 | Estados Unidos | Neoprofesional               |
| Michael Midlarsky  | 17/11/1989 | Estados Unidos | RealCyclist.com Cycling Team |
| Lachlan Morton     | 02/10/1992 | Australia      | Chipotle Development Team    |
| Anders Newbury     | 26/07/1992 | Estados Unidos | Chipotle Development Team    |
| Alister Ratcliff   | 06/04/1988 | Estados Unidos | Neoprofesional               |
| Thomas Scully      | 14/01/1990 | Nueva Zelanda  | Chipotle Development Team    |
| Robbie Squire      | 01/04/1990 | Estados Unidos | Chipotle Development Team    |
| Daniel Summerhill  | 13/02/1989 | Estados Unidos | Chipotle Development Team    |
| Steele Von Hoff    | 31/12/1987 | Australia      | Genesys Wealth Advisers      |

## Palmarés

### Palmarés 2011
| Fechas       | Circuito                   | Carreras                          | Ganador     |
| 11 de marzo  | UCI America Tour 2010-2011 | 4ª etapa de Rutas de América      | Jacob Rathe |
| 18 de junio  | UCI America Tour 2010-2011 | 5ª etapa del Tour de Beauce       | Robert Bush |
| 14 de agosto | UCI Europe Tour 2010-2011  | 9.ª etapa de la Vuelta a Portugal | Jacob Rathe |

### Palmarés 2012
| Fechas       | Circuito                  | Carreras                          | Ganador         |
| 15 de abril  | UCI Europe Tour 2011-2012 | 5ª etapa del Tour de Loir-et-Cher | Steele Von Hoff |
| 19 de mayo   | UCI Europe Tour 2011-2012 | 6ª etapa del Tour de Olympia      | Steele Von Hoff |
| 3 de mayo    | UCI Europe Tour 2011-2012 | Riga Grand Prix                   | Andžs Flaksis   |
| 5 de agosto  | UCI Europe Tour 2011-2012 | 2ªa etapa del Tour de Guadalupe   | Steele Von Hoff |
| 12 de agosto | UCI Europe Tour 2011-2012 | 9.ª etapa del Tour de Guadalupe   | Steele Von Hoff |